# Bonaventure Soh Bejeng Ndikung
Bonaventure Soh Bejeng Ndikung, né en 1977 à Yaoundé (Cameroun), est un conservateur d'art contemporain, commissaire d'exposition et écrivain. Il vit à Berlin.

## Formation
Ndikung s'installe en Allemagne en 1997 pour étudier à l'Université technique de Berlin. Il est titulaire d'un doctorat en biotechnologie médicale de l'Université Heinrich Heine de Düsseldor / TU Berlin et d'un post-doctorat en biophysique de l'Université de Montpellier,,.

## Carrière

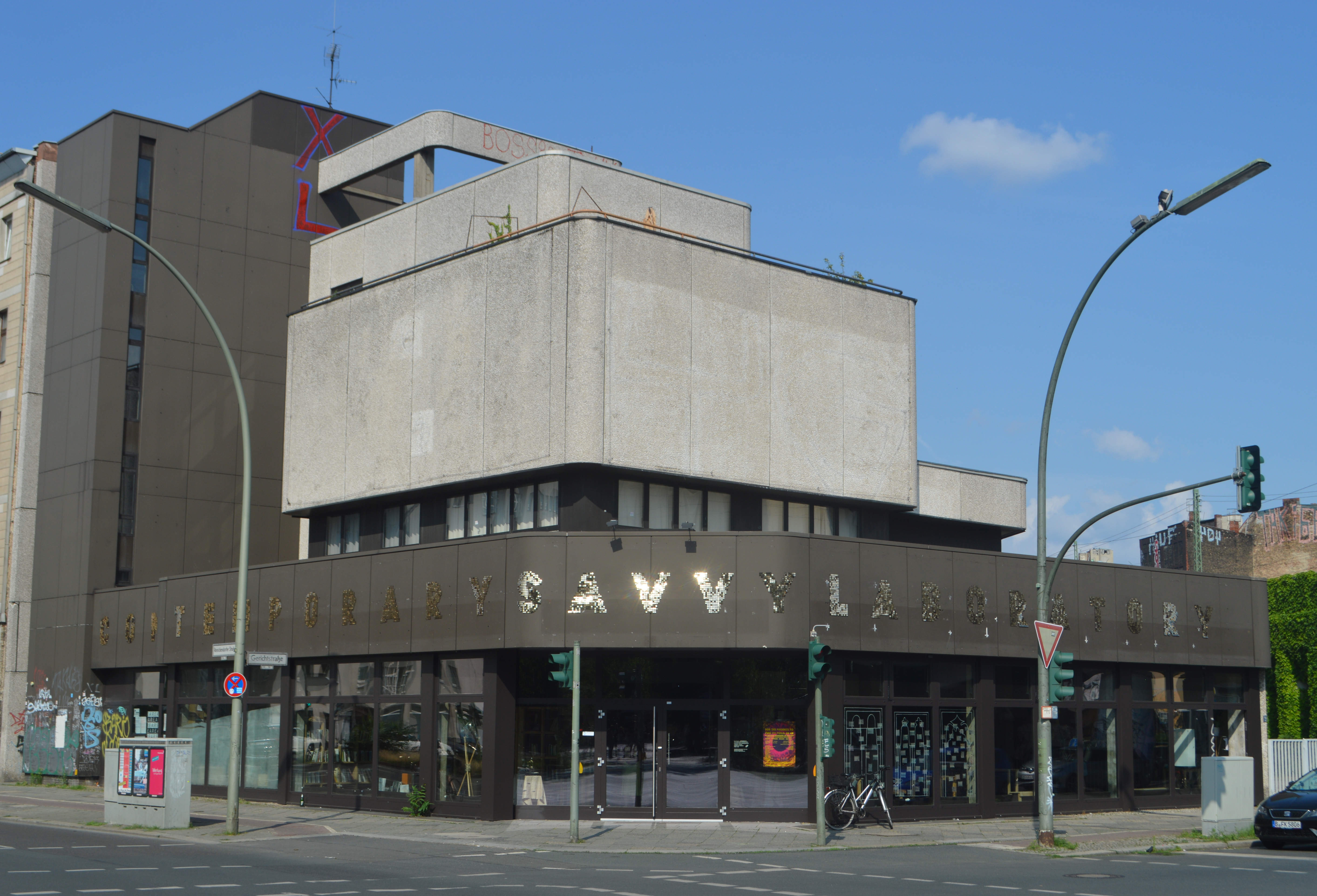
Le SAVVY CONTEMPORARY LABORATORY à Reinickendorfer Straße 17 dans le quartier Wedding de Berlin. Elle a emménagé en septembre 2020 dans ce bâtiment qui abritait autrefois un supermarché et plus récemment un casino.

Ndikung est le fondateur et directeur de SAVVY Contemporary, un espace de création artistique indépendant situé à Berlin, à la fois plateforme pour des expositions, performances et événements, et bibliothèque rassemblant d'anciennes revues politiques et culturelles africaines. Ouvert en 2009, cet espace explore la frontière entre les concepts d'art occidental et non occidental, avec pour objectif de les comprendre et les déconstruire,. SAVVY Contemporary héberge également un service d'archives et de recherches sur l'histoire coloniale allemande, Colonial Neighbours.
De 2015 à 2018, avec Solvej Helweg Ovesen, Ndikung est commissaire à la Galerie Wedding, une galerie publique à Berlin,. Ensemble, ils co-organisent également le projet d'art danois Images 2016 - An Age of our Own Making, qui se tient à Holbæk, Roskilde et Copenhague,.
En 2015, Ndikung est l'un des commissaires de la documenta 14 à la demande d'Adam Szymczyk, directeur artistique de l'exposition,.
En 2017, il organise avec Pauline Doutreluingne le Performeum au Wiener Festwochen,. Ndikung est également curateur invité de la 13e Biennale de Dakar au Sénégal, sous la direction artistique de Simon Njami,.
En 2019, avec le groupe d'artistes et conservateurs Miracle Workers Collective, il est commissaire du pavillon finlandais à la 58e Biennale de Venise. La même année, il est directeur artistique des 12e Rencontres de Bamako, la biennale de photographie africaine au Mali.
Ndikung est directeur artistique de Sonsbeek 2020-2024, une grande exposition de sculptures qui a lieu à Arnhem, aux Pays-Bas,.
De 2017 à 2019, Ndikung est professeur invité en Études sonores et curatoriales à l'École Städel de Francfort-sur-le-Main. Depuis octobre 2020, il enseigne également à la Weissensee School of Art and Design de Berlin dans le cadre du master en stratégies spatiales, aux côtés de l'artiste Nasan Tur,.
En 2020, Ndikung est le premier conservateur du programme International Curators Residency de l'Université de l'EADO à Toronto, qui comprend une exposition et divers événements destinés à stimuler la recherche curatoriale.

## Œuvres littéraires
Dans le sillage de la 12e édition des Rencontres de Bamako, Ndikung dirige la publication de Courants de conscience : une concaténation de « dividus »  (ISBN 978-3-948212-19-3), paru en 2020, avec Aziza Harmel, Astrid Sokona Lepoultier et Kwasi Ohene-Ayeh. Cet ouvrage explore la photographie africaine à travers la notion de "courant de conscience", c'est-à-dire la capacité de la vision à convoquer les autres sens, et offre une réponse littéraire et artistique aux limites de la photographie, longtemps réduite, dans le contexte africain, au regard occidental.
En 2020 paraît In a While or Two We Will Find the Tone – Essays and Proposals, Curatorial Concepts, and Critiques  (ISBN 978-3-948212-13-1), premier recueil complet des écrits de Ndikung.
Ndikung est également rédacteur en chef du SAVVY Journal, revue en ligne bilingue spécialisée dans la critique d'art contemporain africain.

## Récompenses
En octobre 2020, Ndikung reçoit l'Ordre du Mérite de Berlin pour son travail au sein de SAVVY Contemporary au cours de la dernière décennie.